# Yisrael Kristal
Yisrael Kristal (Maleniec, 15 de septiembre de 1903-Haifa, 11 de agosto de 2017) fue un supercentenario polaco-israelí conocido por ser el superviviente más longevo del Holocausto durante el régimen de la Alemania nazi. El 19 de enero de 2016 pasó a ser el hombre vivo más viejo del mundo después de la muerte del japonés Yasutaro Koide.

## Biografía
Nació en Polonia, entonces parte del Imperio ruso, y tuvo una fuerte educación religiosa. Confitero de profesión, vivió la Primera Guerra Mundial siendo niño y la Segunda Guerra Mundial como un adulto.
Durante la Segunda Guerra Mundial, fue confinado por el régimen nazi en un gueto judío; sus hijos murieron en ese gueto, pero él y su esposa fueron deportados al campo de concentración de Auschwitz. Kristal sobrevivió al Holocausto, pero su esposa no. Se casó nuevamente después de la guerra y, en 1950, emigró a Israel con su segunda esposa, Batsheva, también una superviviente del Holocausto, juntamente con el hijo de esta.

### Longevidad
Después de la muerte de Alice Herz-Sommer en Londres el 23 de febrero de 2014, Kristal se convirtió en el superviviente del Holocausto más anciano del mundo.
Murió en Haifa, Israel, el 11 de agosto de 2017, solo cinco semanas antes de celebrar su 114.º cumpleaños.